# Hotel Bristol (Jalta)
Das Hotel Bristol in Jalta ist das älteste Hotel der Stadt.

## Geschichte
Prinzessin M. W. Woronzowa verkaufte in der ersten Hälfte des 19. Jahrhunderts ein Grundstück am Boulevard an M. A. Rybizkaja. Dort wurde ein zweistöckiges Gebäude nach den Plänen des Architekten Karl Eduard Aeschlimann errichtet, in dem Rybizkaja dann ein Hotel eröffnete. Im Erdgeschoss befand sich ein Restaurant, die Gästezimmer lagen im ersten Stock. Um 1860 wurde das Anwesen für die russische Zarenfamilie angekauft und diente nun etwa zehn Jahre lang ausschließlich als Quartier für diese und ihre Gäste. 1874 ging die Anlage in den Besitz R. F. Schylbachs über.
In den 1890er Jahren veranlasste ein neuer Besitzer einen Komplettumbau. Das alte Gebäude wurde eingerissen und durch einen vierstöckigen Steinbau ersetzt. Die Fassade des neuen Hotels, das nun den Namen The Bristol trug, besaß mehrere Balkone und Loggien, die mit Skulpturen geschmückt waren. 
1905 ging das Anwesen in den Besitz von D. A. Jussefowiotsch über. Nach 1917 war es im Besitz der öffentlichen Hand, diente aber weiterhin als Hotel. Das Erdbeben von 1927 konnte ihm wegen seiner soliden Konstruktion nicht viel anhaben. 1945 wurde die Straße, an der es lag, nach Franklin Delano Roosevelt umbenannt; 1978 wurden das Hotel Bristol und das benachbarte Hotel Zentralnyj miteinander verbunden.
In den Jahren 2002 und 2003 erfolgten umfangreiche Restaurierungsmaßnahmen. Danach wurde das Hotel als Drei-Sterne-Hotel klassifiziert. Es erhielt mehrere Auszeichnungen.
Zu den Gästen des Hauses gehörten der Schauspieler Michail Semjonowitsch Schtschepkin, der Schriftsteller Maxim Gorki, der Künstler Michail Wassiljewitsch Nesterow sowie İsmail Gasprinski.